# Colonias Unidas
Colonias Unidas est une localité argentine située dans la province du Chaco et dans le département de Sargento Cabral.

## Toponymie
Le nom Colonias Unidas est attribué au fait que les premiers colons s'appelaient eux-mêmes colonos unidos (colons unis), car ils cultivaient la terre collectivement, sans la diviser en parcelles. Avec l'arrivée de nouveaux colons, le nom a été étendu à l'ensemble de la région.